# Tramway de Limoges
La Compagnie des Tramways Électriques de Limoges (CTEL), a exploité un réseau de tramway desservant la ville de Limoges du 6 juin 1897 au 2 mars 1951. À partir du 14 juillet 1943 les trolleybus se développent. Les tramways cesseront définitivement de circuler le 2 mars 1951.

## Histoire

### Naissance et développement du réseau
Les premiers projets de transport en commun voient le jour en 1883. L'objectif est d'établir une desserte publique de la capitale Limousine. À la fin du XIXe siècle, Limoges est une ville en plein essor industriel comptant près de 75 000 habitants.
C'est en 1894 que la municipalité limougeaude décide d'opter pour la création de cinq lignes de tramways électriques formant un réseau d'une longueur totale de 12,6 km.

### Compagnie des Tramways Électriques de Limoges

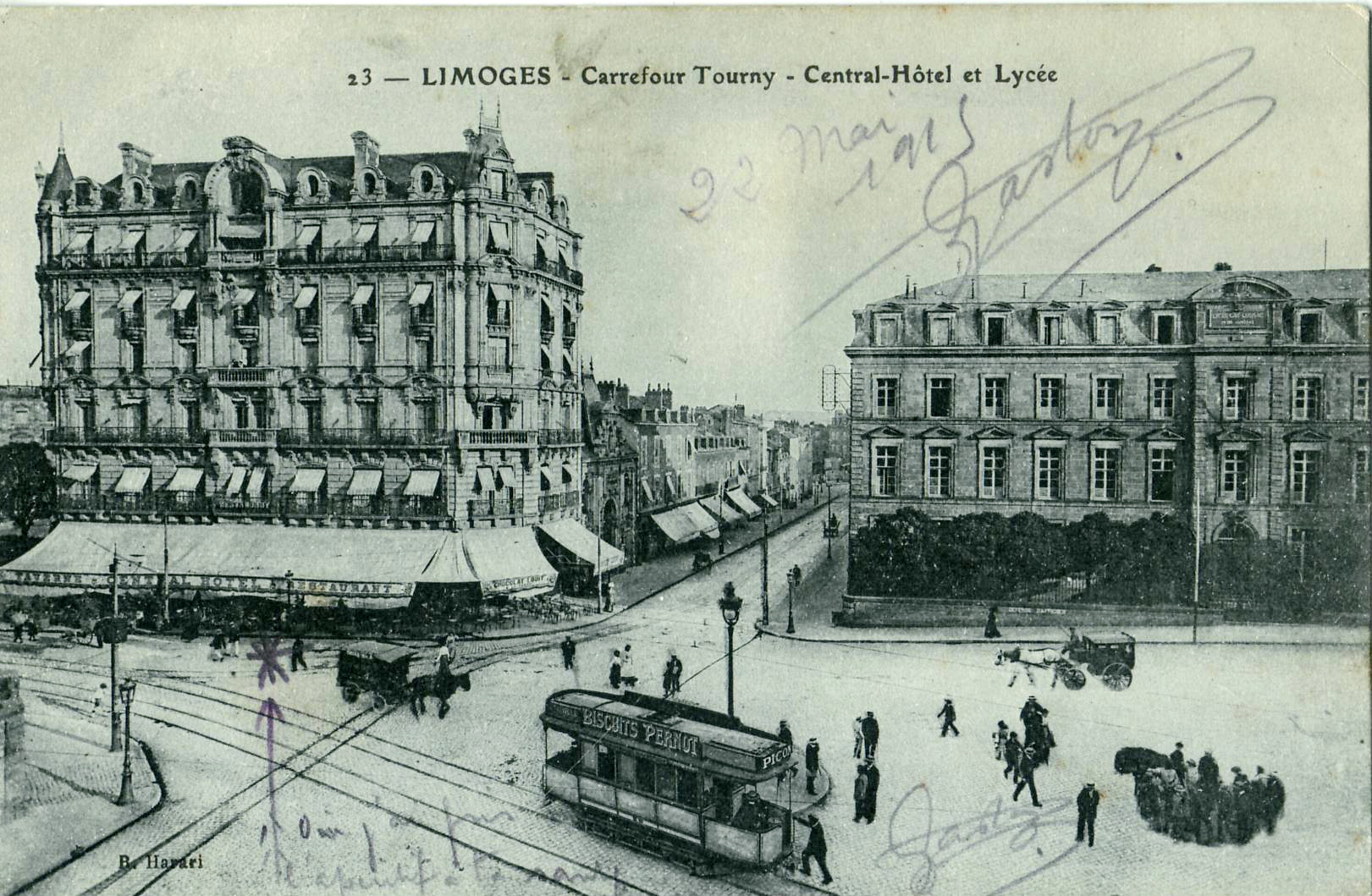
Tramway au Carrefour Tourny

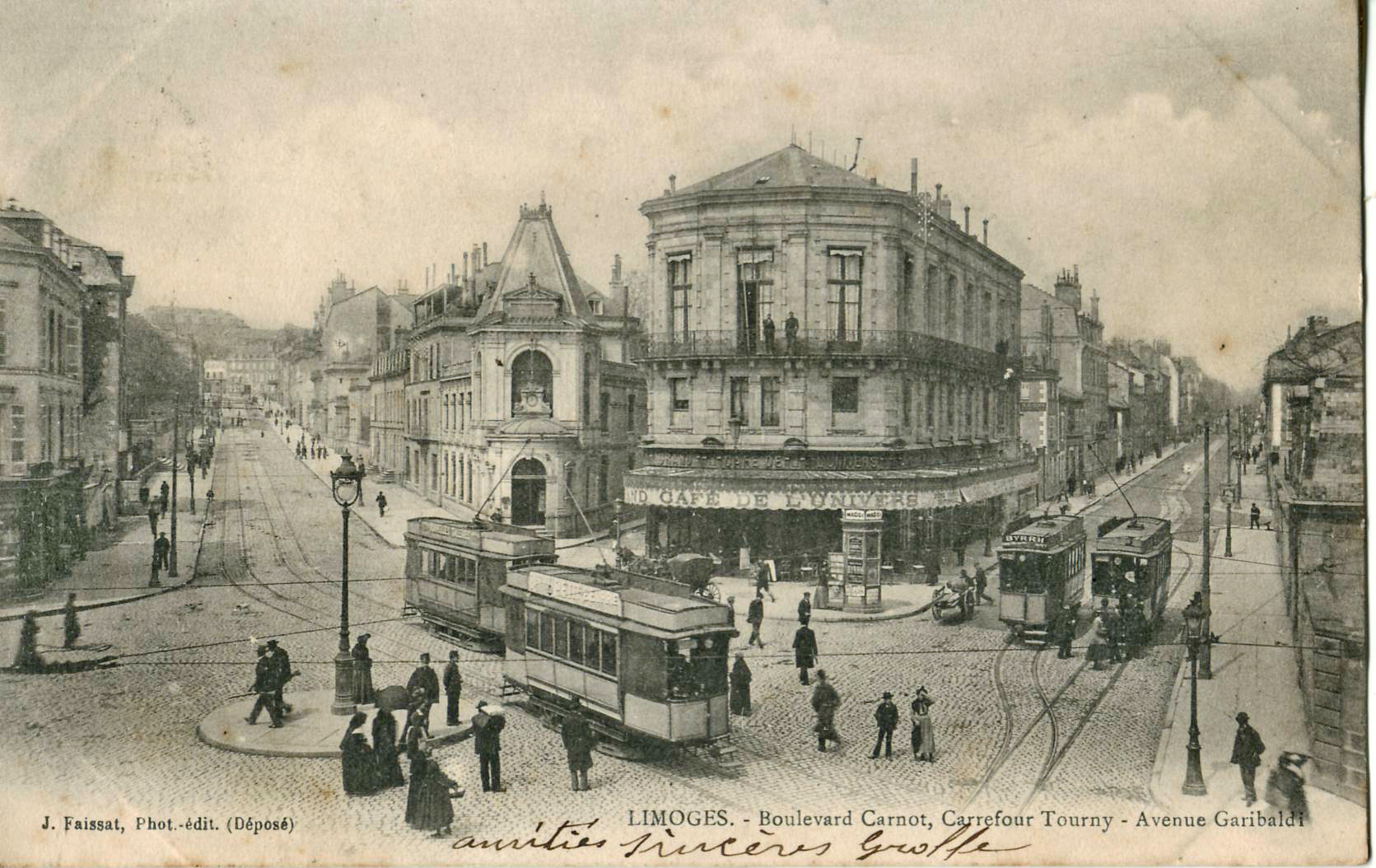
Vue du même carrefour, mais dans le sens opposé. Noter l'évitement sur la voie unique du cliché, à droite du cliché

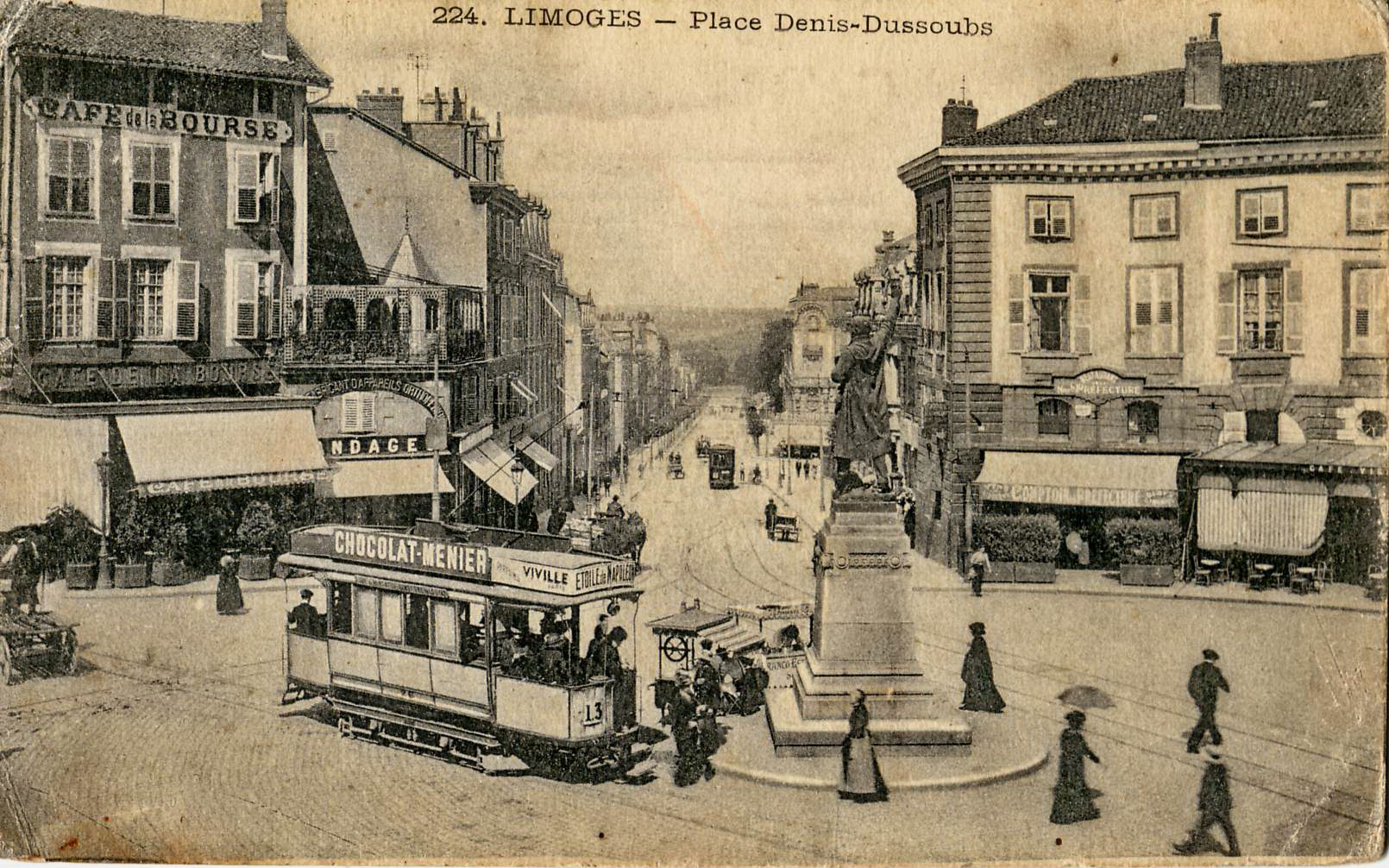
Motrice no 13, place Denis Dussoubs

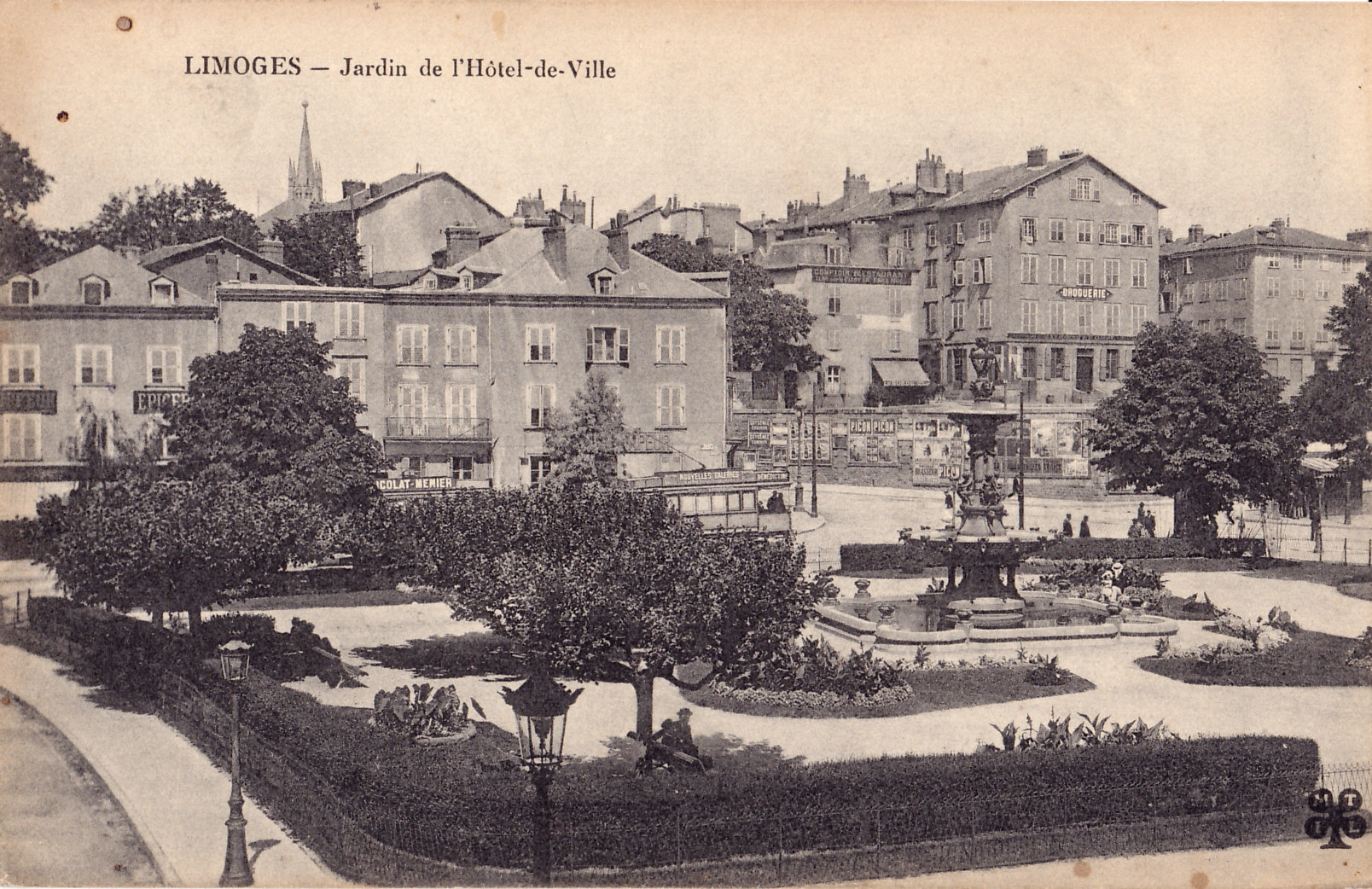
Tramway électrique, derrière les Jardins de l'Hôtel-de-Ville

Cette compagnie est formée le 5 janvier 1897 par Ennemond Faye et Alexandre Grammont qui ont reçu la concession d'un réseau de tramway le 17 février 1897. Elle se substitue à ces derniers. Le siège de la compagnie est à Lyon.
Le 9 mars suivant le réseau est déclaré d'utilité publique.
Les travaux de construction sont rapidement menés. La nouvelle Compagnie des Tramways Électriques de Limoges (CTEL), inaugure les lignes aux dates suivantes :
- le 6 juin 1897, les lignes 2  et 5,
- le 22 juin, la ligne 3, la ligne 1,
- le 7 juillet, la ligne 1,
- le 1er septembre, la ligne 4,

En 1898, la C.T.E.L. transporte quatre millions de voyageurs. Le réseau est équipé de motrices électriques Grammont.
En 1902, des extensions sont réalisées :
- la ligne 1, entre le Pont Neuf et la Route de Lyon ;
- la ligne 4, entre la Place Jourdan et le Faubourg des Casseaux.

En 1903, le réseau atteint la longueur de 17,8 km.
En 1927, le réseau est usé. Les tramways sont alors révisés, les voies remises en état, les fréquences aménagées et certaines lignes prolongées.
En 1928, avec l'ouverture de deux nouveaux tronçons sur les lignes 4 (de la Route de Poitiers à l'Avenue Labussière) et 5 (de l'École Normale d'Institutrices à l'Ancienne Route d'Aixe), le réseau atteint son expansion maximum, avec vingt kilomètres de voies et six lignes :
- Ligne 1 : Place Sadi-Carnot – Route de Lyon ;
- Ligne 2 : Place Sadi-Carnot – Octroi de l'avenue Baudin ;
- Ligne 3 : Place Sadi-Carnot – Cimetière de Louyat ;
- Ligne 4 : Avenue Labussière – Faubourg des Casseaux ;
- Ligne 5 : Gare des Bénédictins – Ancienne Route d'Aixe ;
- Ligne 6 : Route d'Ambazac – Faubourg d'Angoulême.

### Compagnie des Tramways Électriques de la Haute Vienne
MM. Laroudie et Rougerie reçoivent le 29 septembre 1899 la concession d'un tramway entre Limoges (Clos Moreau) et Aixe-sur-Vienne (route de Bordeaux). Ils se désistent et la ligne est affermée avec son matériel par décret du 29 août 1906 à la compagnie CTEL. La ligne ouvre le 20 janvier 1908. En 1911, elle est attribuée à la compagnie des Chemins de fer départementaux de la Haute-Vienne (CDHV) et intégrée à la ligne 1 de son réseau, le 1er janvier 1912.

### Chemins de fer départementaux de la Haute-Vienne
Entre 1908 et 1949, les lignes des Chemins de fer départementaux de la Haute-Vienne (CDHV), complétaient le réseau urbain par un ensemble de 345 km de longueur.
Les tramways de la compagnie des CDHV permettaient ainsi une desserte cadencée de la banlieue de Limoges. Un tramway partait toutes les vingt minutes du Champ de foire à Limoges pour relier Aixe-sur-Vienne, entre 5 heures du matin et 21h00 le soir. Ce réseau disparait en 1949.
Il subsiste un tronçon, dans le village martyr d'Oradour-sur-Glane, resté en l'état après le massacre du 10 juin 1944.

### Évolution du réseau de tramways à Limoges

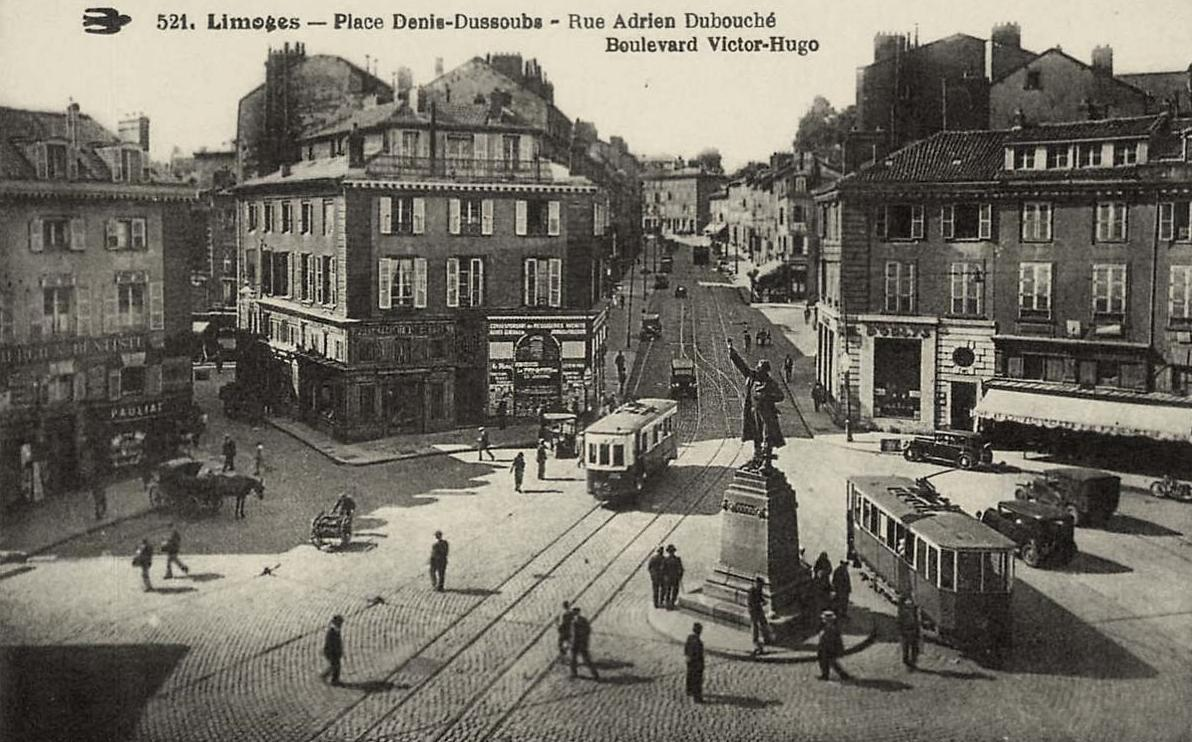
Le tram dans les années 30, place Denis-Dussoubs.

En octobre 1938, après avoir visité le réseau des trolleybus de Liège en Belgique, la Municipalité de l'époque, conduite par Léon Betoulle, est convaincue que la meilleure solution est ce mode de transport. Elle opte alors pour un nouveau contrat avec la Compagnie des tramways qui prévoit la transformation du réseau urbain en trolleybus. Cette modernisation décidée avant la Seconde Guerre mondiale qui est retardée par le conflit,n'est pas abandonnée.
Le réseau actuel de trolleybus reprend la numérotation des anciennes lignes de tramways. Seule la ligne 3 est transformée par fusion avec la ligne 2 de la STCL.

Carte animée de l'évolution des infrastructures ferroviaires de l'agglomération de Limoges, dont celle du tramway, de 1875 à 1955.

## Infrastructure

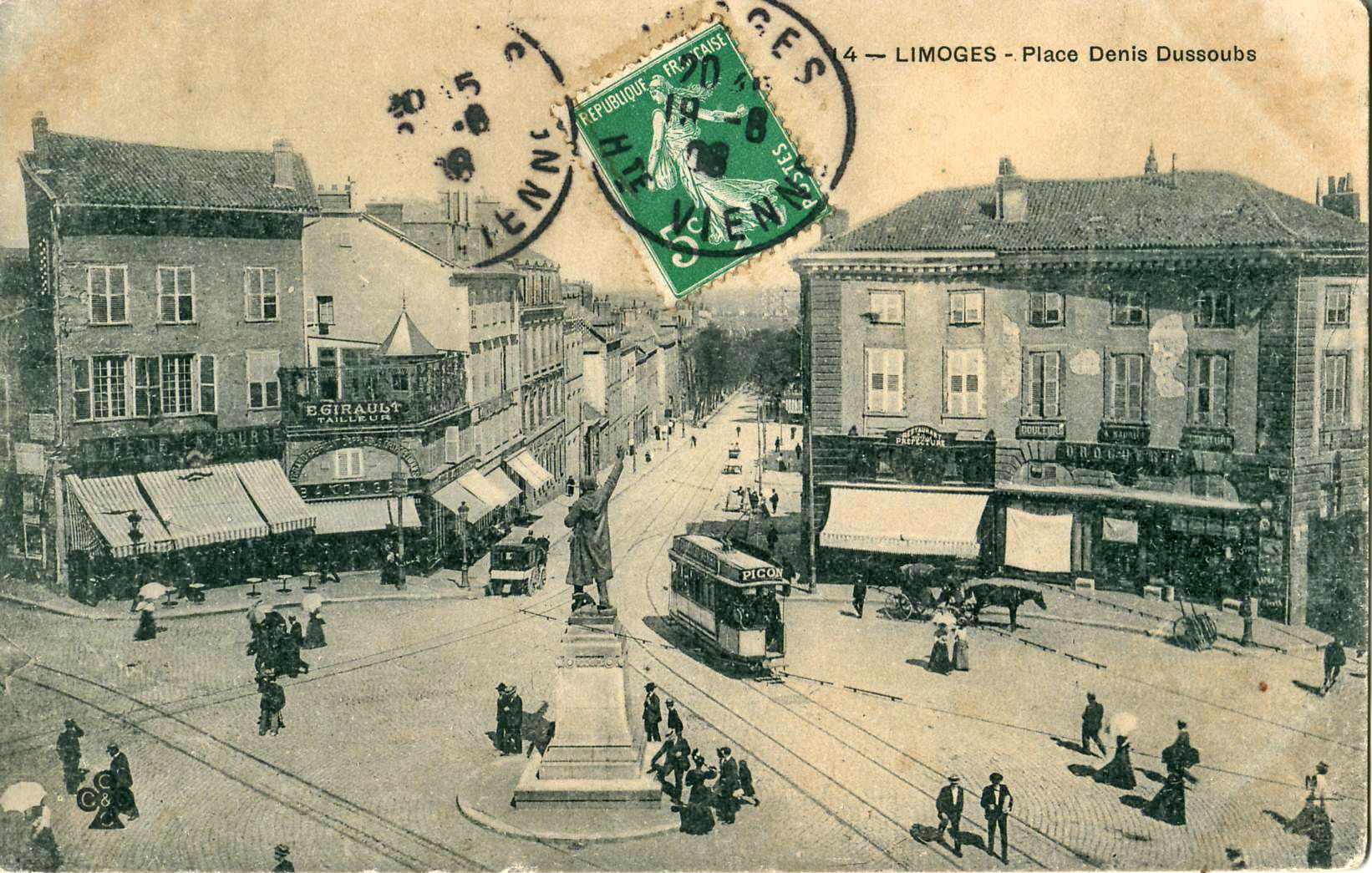
On distingue clairement sur cette carte postale de la Place Denis Dussoubs l'implantation des voies qui s'y croisent

## Exploitation

### Matériel roulant

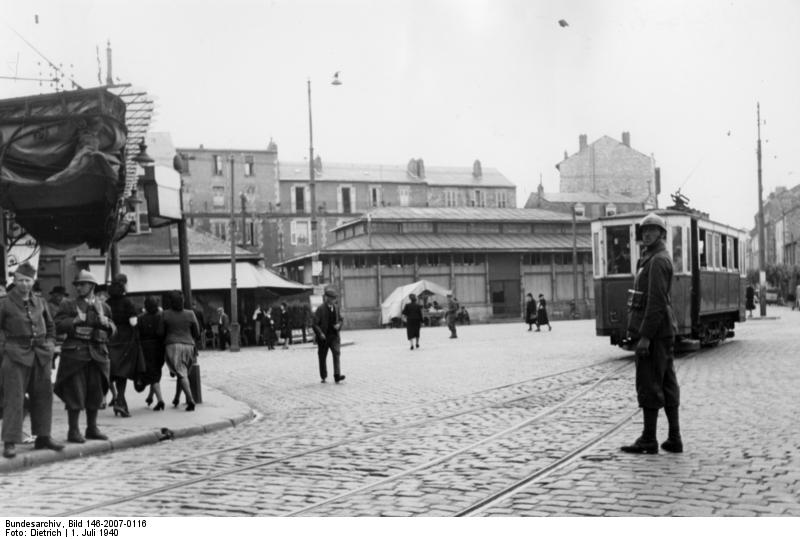
Motrice en 1940

- no 1 à 25 :  motrices à deux essieux construites par Grammont, livrées en 1897
  - Longueur : 7,50 m
  - Largeur : 2 m
  - Masse à vide : 8,3 t
  - Capacité de transport : quarante personnes
- no 26 à 28 : motrices à deux essieux construites par Grammont, livrées en 1903
- no 29 : motrice à deux essieux construites par Grammont, livrée en 1897, équipée d'une citerne pour arroser les rues
- no 30 à 35 :  motrices à deux essieux construites par Soulé en 1907, acquise en 1912, livrées à l'origine à la Compagnie du tramway Limoges - Aixe sur Vienne
  - Longueur : 8,10 m
  - Largeur : 2 m
  - Masse à vide : 9,5 t
  - Puissance: 2 X 45 cv, moteurs TH7
  - Capacité de transport : quarante-huit personnes
- 21 remorques à deux essieux à plates-formes ouvertes

## Matériels et installations préservés
Aucun véhicule n'a été préservé.

## L'avenir du tramway
Lors des élections municipales de 2008, la liste MoDem de Jean-Jacques Bélézy proposa un retour dans la capitale limousine du tramway. Mais la réélection d'Alain Rodet qui s'était opposé à ce projet semble reporter l'idée d'un retour de ce mode de transport à plusieurs années, et même le rendre plus qu'hypothétique, tant l'idée d'un tramway reste marginale.
La campagne des élections municipales de 2014 n'a pas vu le tramway être évoqué. L'hypothèse a néanmoins été réitérée par une association citoyenne limougeaude, entre autres propositions pour les transports urbains.
Un projet de tram-train employant les voies de l'étoile ferroviaire de Limoges est régulièrement remis à l'ordre du jour. Dans sa version la plus récente, et dans l'optique d'une complémentarité avec les autres modes de transport territoriaux, il envisage un réseau final d'environ quatre-cents kilomètres de voies permettant de desservir à la fois l'agglomération et l'ensemble des communes dans un rayon d'une soixantaine de kilomètres autour de Limoges, soit un bassin de population de 435 000 personnes.
Ce projet, qui s'appuie sur la préexistence du réseau, permettrait par la création de vingt-deux nouvelles stations, d'offrir une toute nouvelle strate de transport urbain complémentaire du réseau TCL.